# 孙玉龙
孙玉龙（1988年9月1日—），河北省沧州市人，中国男子轮椅冰壶运动员。2021年世界轮椅冰壶锦标赛冠军。

## 个人经历
孙玉龙患有脊髓灰質炎导致身体残疾，起初练习轮椅篮球运动并加入北京轮椅篮球队，2014年开加入刚组建的北京轮椅冰壶队。在2017年轮椅冰壶全国锦标赛上获得第三名。在2019年和2021年全国残疾人锦标赛上代表北京队获得冠军。
2021年10月30日，在北京举办的世界轮椅冰壶锦标赛（「相约北京」冬残奥会测试赛）上，孙玉龙与队友陈建新、闫卓、王海涛、张明亮一起获得冠军。
2022年3月12日，在北京举办的2022年冬季残疾人奥林匹克运动会上，孙玉龙与队友闫卓、王海涛、陈建新、张明亮一起获得金牌。

## 资料来源
1. ↑  . m.thepaper.cn.   [2022-03-07]. （原始内容存档于2022-03-07）.
2. ↑  . www.chinanews.com.cn.   [2022-02-21]. （原始内容存档于2022-02-21）.